# Waterhouse Redemption
Waterhouse Redemption – trzydziesty szósty album studyjny Sizzli, jamajskiego wykonawcy muzyki reggae i dancehall.
Płyta została wydana 5 maja 2006 roku przez londyńską wytwórnię Greensleeves Records. Nagrania zostały zarejestrowane w Jammy's Recording Studio (a także częściowo we własnym studio wokalisty w jego posiadłości Judgement Yard) w Kingston. Produkcją całości zajął się Lloyd "King Jammy" James.
15 lipca 2006 roku album osiągnął 10. miejsce w cotygodniowym zestawieniu najlepszych albumów reggae magazynu Billboard (ogółem był notowany na liście przez 8 tygodni).

## Lista utworów
1. "One Love"
2. "Play Me Some Music"
3. "It’s Possible"
4. "Thanks & Praise"
5. "Someone Loves You"
6. "A Better Way"
7. "Love Is the Way"
8. "Commandment"
9. "Lately I've Been Thinking"
10. "Right Day"
11. "Let Me Love You"
12. "Ganja in My Brain" feat. Tony Curtis
13. "Stay Above"
14. "Street Be Calling" feat. Farenheit
15. "Peace"

## Twórcy

### Muzycy
- Sizzla – wokal
- Farenheit – wokal (gościnnie)
- Tony Curtis – wokal (gościnnie)
- Ian Cameron Smith – gitara
- Leroy "Mafia" Heywood – gitara basowa
- Cleveland "Clevie" Browne – perkusja
- Paul "Teetimus" Edmund – perkusja
- Wilburn "Squidley" Cole – perkusja
- David "Fluxy" Heywood – perkusja
- Noel Davey – instrumenty klawiszowe
- Tony "Asha" Brissett – instrumenty klawiszowe
- Paul "Wrong Move" Crossdale – instrumenty klawiszowe
- Wycliffe "Steely" Johnson – instrumenty klawiszowe
- Dean Fraser – saksofon

### Personel
- Lloyd "King Jammy" James – inżynier dźwięku, miks
- Trevor James – inżynier dźwięku, miks
- Andre "Suku" Gray – miks
- Kevin Metcalfe – mastering
- Tony McDermott – projekt okładki